# Clădirea Europa
Clădirea Europa este sediul Consiliului European și Consiliului Uniunii Europene, situată pe Rue de la Loi/Wetstraat în Cartierul European din Bruxelles, Belgia. Caracteristica sa definitorie este construcția cu mai multe etaje „în formă de lanternă” care ține sălile principale de întâlnire; a cărui reprezentare a fost adoptată atât de Consiliul European, cât și de Consiliul UE ca embleme oficiale.
Clădirea Europa este situată pe fostul amplasament al Blocului A parțial demolat și renovat al Residence Palace, un complex de blocuri de apartamente de lux. Exteriorul său combină fațada Art Deco a clădirii originale din anii 1920 cu designul contemporan al arhitectului Philippe Samyn. Clădirea este legată de clădirea adiacentă Justus Lipsius prin două căi aeriene și un tunel de serviciu, care oferă spațiu suplimentar pentru birouri, săli de ședințe și facilități de presă.